# Кармак-е-Бала
Кармак-е-Бала (перс. كرماك بالا) — село в Ірані, у дегестані Джіранде, у бахші Амарлу, шагрестані Рудбар остану Ґілян. За даними перепису 2006 року, його населення становило 36 осіб, що проживали у складі 7 сімей.

## Клімат
Середня річна температура становить 11,45 °C, середня максимальна – 26,90 °C, а середня мінімальна – -5,29 °C. Середня річна кількість опадів – 374 мм.
| Клімат поселення                              | Клімат поселення | Клімат поселення | Клімат поселення | Клімат поселення | Клімат поселення | Клімат поселення | Клімат поселення | Клімат поселення | Клімат поселення | Клімат поселення | Клімат поселення | Клімат поселення | Клімат поселення |
| Показник                                      | Січ.             | Лют.             | Бер.             | Квіт.            | Трав.            | Черв.            | Лип.             | Серп.            | Вер.             | Жовт.            | Лист.            | Груд.            |                  |
| Середній максимум, °C                         | 6,55             | 7,09             | 9,94             | 16,28            | 20,61            | 25,16            | 26,73            | 26,90            | 23,46            | 19,41            | 13,19            | 7,88             |                  |
| Середня температура, °C                       | 0,62             | 1,16             | 4,02             | 10,35            | 14,67            | 19,24            | 21,67            | 21,86            | 18,42            | 14,36            | 8,14             | 2,83             |                  |
| Середній мінімум, °C                          | −5,29            | −4,76            | −1,91            | 4,44             | 8,76             | 13,31            | 16,62            | 16,78            | 13,36            | 9,31             | 3,07             | −2,22            |                  |
| Норма опадів, мм                              | 35               | 35               | 63               | 56               | 30               | 8                | 9                | 8                | 9                | 28               | 42               | 51               |                  |
| Середньомісячна швидкість вітру, м/с          | 1.93             | 2.47             | 2.66             | 2.84             | 2.78             | 2.80             | 2.93             | 2.69             | 2.34             | 1.97             | 2.06             | 1.93             |                  |
| Середньомісячна сонячна радіація, кДж/м²·день | 7482             | 9978             | 12452            | 16613            | 20910            | 24621            | 24970            | 21820            | 18167            | 12602            | 9240             | 7263             |                  |
| --------------------------------------------- | ---------------- | ---------------- | ---------------- | ---------------- | ---------------- | ---------------- | ---------------- | ---------------- | ---------------- | ---------------- | ---------------- | ---------------- | ---------------- |
| Джерело:                                      |                  |                  |                  |                  |                  |                  |                  |                  |                  |                  |                  |                  |                  |